# 埼玉県道188号明覚停車場線

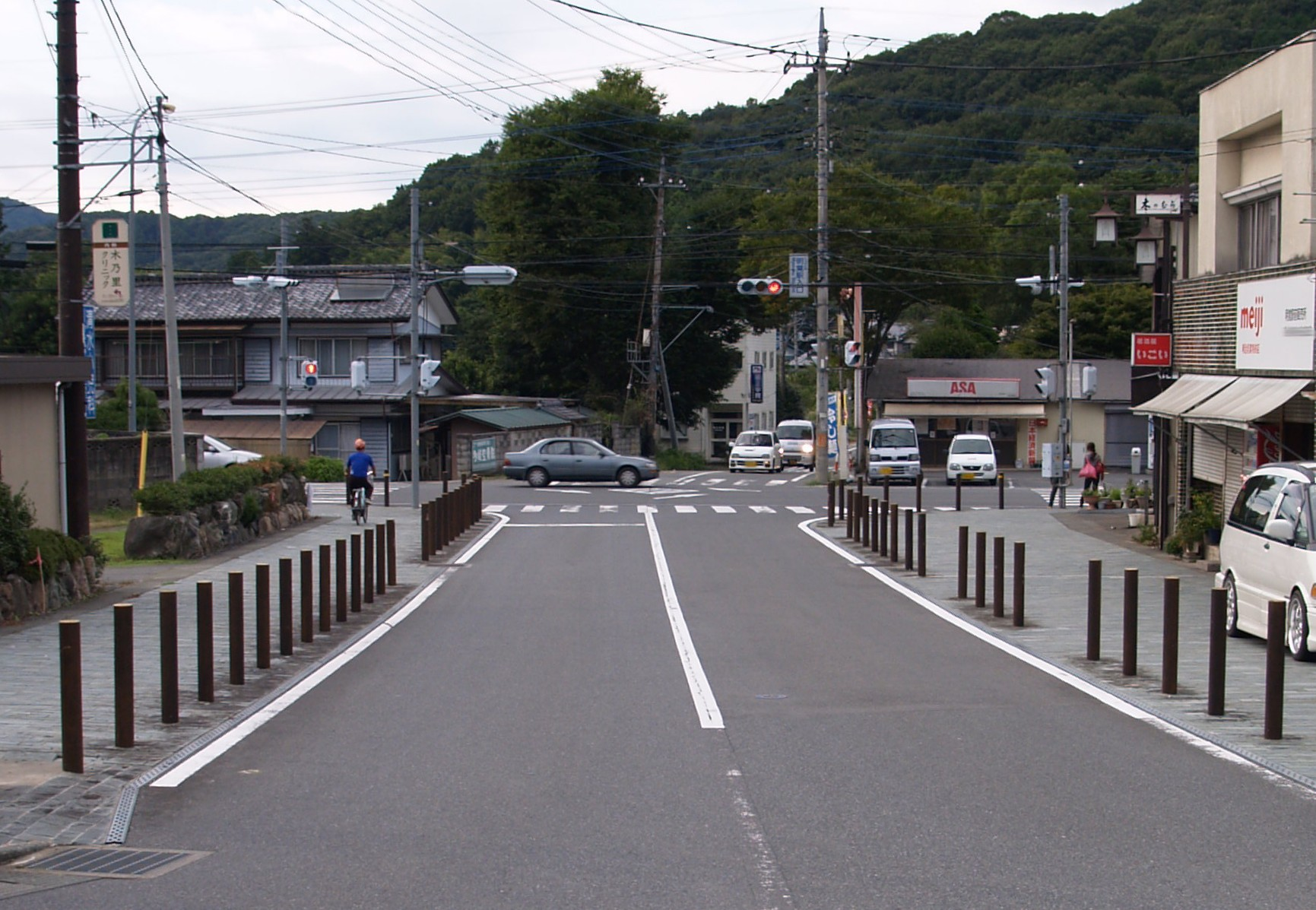
埼玉県道188号（2010年9月）

埼玉県道188号明覚停車場線（さいたまけんどう188ごう みょうかくていしゃじょうせん）は、埼玉県比企郡ときがわ町内に設定されている県道である。総延長は約64メートルであり、埼玉県道で三番目に短い路線である。 

## 路線概要
- 起点：明覚停車場
- 終点：埼玉県道172号大野東松山線交点
- 総距離：64 m

## 通過する自治体
- 埼玉県
  - 比企郡ときがわ町

## 接続・交差する主な道路
- 埼玉県道172号大野東松山線

## 沿線

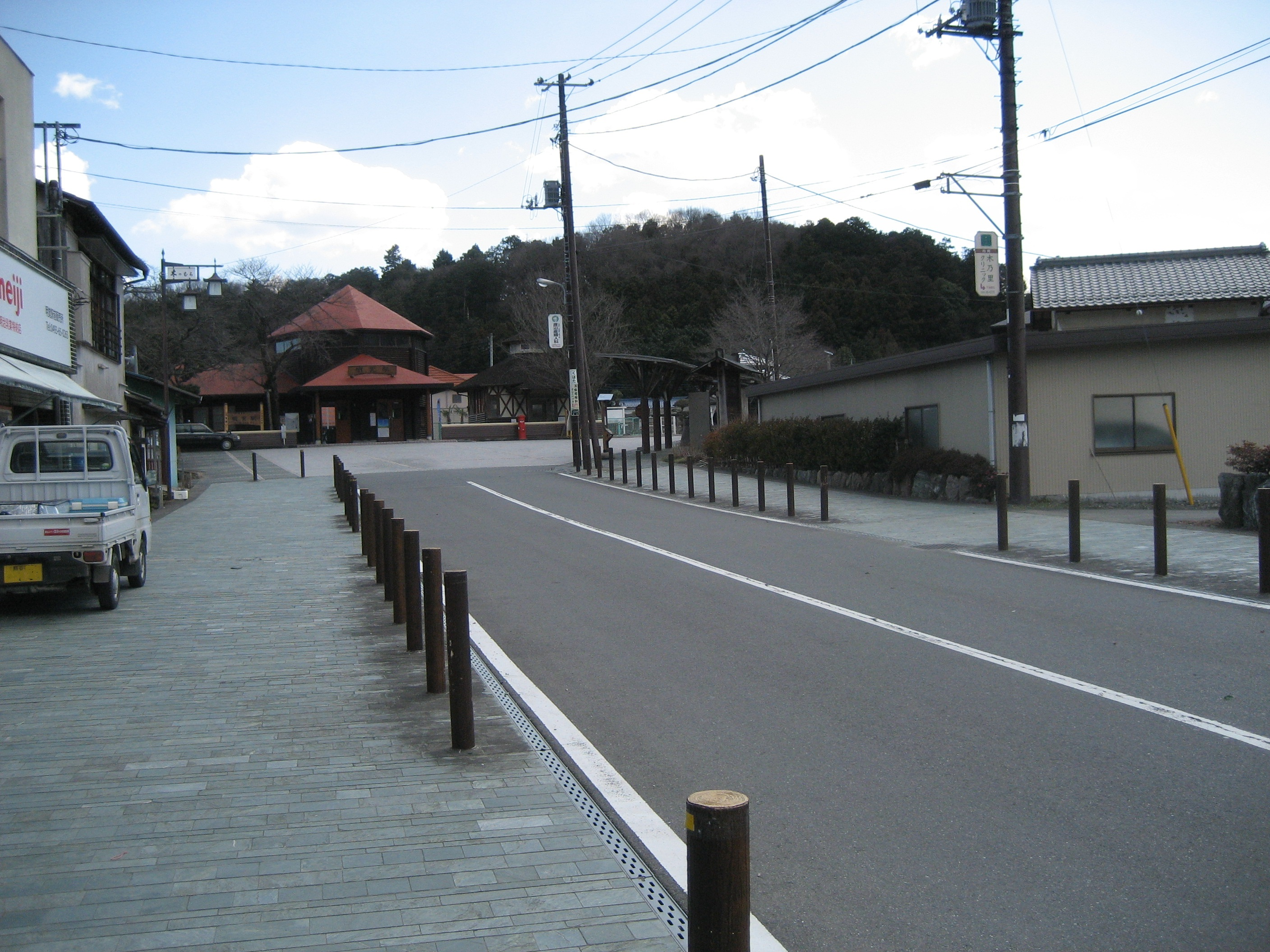
明覚駅方向

- JR東日本 明覚駅